# Fitzhugh (Oklahoma)
Fitzhugh es un pueblo ubicado en el condado de Pontotoc en el estado estadounidense de Oklahoma. En el año 2010 tenía una población de 230 habitantes y una densidad poblacional de 12,17 personas por km².

## Geografía
Fitzhugh se encuentra ubicado en las coordenadas 34°39′44″N 96°46′33″O / 34.66222, -96.77583 (34.662346, -96.775853).

## Demografía
Según la Oficina del Censo en 2000 los ingresos medios por hogar en la localidad eran de $35,208 y los ingresos medios por familia eran $35,625. Los hombres tenían unos ingresos medios de $31,875 frente a los $27,500 para las mujeres. La renta per cápita para la localidad era de $12,395. Alrededor del 18.1% de la población estaban por debajo del umbral de pobreza.